# Jarl (titel)
 Denne artikel omhandler en adelig titel. Opslagsordet har også en anden betydning, se Jarl.
En jarl var en norrøn titel for høvdinge næst efter kongen i rang, tilsvarende den angelsaksiske eorl, bevaret i den engelske adelstitel earl. Kun hos Orknø-jarlerne var titlen arvelig. Fra 1308 var titlen forbeholdt kongens sønner og Orknø-jarlen.

## Udvikling
I Harald Hårfagers saga hævder Snorre, at kong Harald satte en jarl i hvert fylke, som skulle afgøre lov og landsret og indkræve retsafgifter og jordleje, og jarlen skulle have en tredjedel af skatter og afgifter til underhold og dækning af omkostninger. Hver jarl skulle have fire eller flere herser under sig, og hver af disse skulle modtage 20 mark i landindtægt. Hver jarl skulle til kongens hær stille 60 krigere, og herserne hver 20 mand. Kong Harald havde øget afgifter og skatter så meget, at hans jarler fik mere magt, end kongerne havde haft før. Det er dog tilbagevist som en ren konstruktion af Snorre. Herserne ved vi meget lidt om; men om jarlerne ved vi, at der kun fandtes nogle få, og alle med mere end ét fylke under sig. Der var én for hele Trøndelag, én for Møre, én for Agder og én for Oplandene. Snorres fejltagelse kan skyldes et vers af skjalden Einar Skålaglam tilegnet Håkon jarl, hvor "fylke" omskrives som jarla-land.
I perioder havde jarlen den øverste magt, fx Håkon jarl i Norge i og Birger jarl i Sverige, eller jarlen var kongens stedfortræder som Ulf jarl i Danmark. I Island kendes jarler i 1200-tallet.
Titlen forsvandt fra Norden i løbet af 1200-tallet, men er formodentlig forløberen for hertugtitlen. Den sidste jarl af Sønderjylland, Knud Lavard, blev den første danske hertug. Han lagde grundstenen til hertugdømmet Slesvig. I Norge var den sidste jarl ærkebiskop Jørund af Nidaros, som døde i 1309. I 1237 blev Skule jarl den første i Norge, som blev givet titlen "hertug" med højere rang end en jarl.

## Oprindelse
Ordet "jarl" kan have sin oprindelse i erilaR
, kendt fra en del runeindskrifter fra 500-tallet, og kun kendt i 1. person ental (ek erilaR = "jeg erilen"), tolket som den, der ristede indskriften, og det har været nærliggende at tænke sig, at erilaR havde den oprindelige betydning "runemester", "runekyndig".
Rosselandstenen fra Norheimsund på Vestlandet stammer fra folkevandringstiden og har en runeindskrift: ekwagigaRirilaRagilamudon. Første ord, ek, betød "jeg". Det næste, wagigaR, er runemesterens navn. Så følger irilaR, sprogligt forbundet med "jarl" og folkenavnet heruler. Det sidste ordet, agilamudon, er et kvindenavn i ejeform. Indskriften lyder derfor: "Jeg WagigaR [er] Agilamundos eril/runemester/jarl."
Ordet erilaR findes indridset forskellige steder i Norden:
- 1. På et spydskaft fra Kragehul på Fyn.[8]
- 2. Runesten i Rakkestad.[9]
- 3. Sigdal, Buskerud.[10]
- 4. Et spænde fra gården Brattsberg i Gjerpen ved Skien.[11]
- 5. Veblungsnes, Grytten i Romsdal.[12]
- Dertil flere indskrifter på sydsvenske genstande.[13]

Ordet "jarl" findes også i stednavne som fx Järrestad i Skåne, som oprindeligt hed Iarllestatha, altså "jarlens sted" eller "jarlens boplads".